# Helao Nafidi
Helao Nafidi es una ciudad de la región Ohangwena en Namibia. En agosto de 2011 tenía una población censada de 19 375 habitantes.
Se encuentra ubicada al norte del país, cerca de la frontera con Angola.